# Krisztián Kulcsár
Krisztián Kulcsár (Budapest, 28 giugno 1971) è un ex schermidore e dirigente sportivo ungherese, vincitore di due medaglie d'argento nella scherma ai giochi olimpici. Dal 2017 al 2022 è stato presidente del Comitato Olimpico Ungherese.

## Biografia
È nipote dello schermidore Győző Kulcsár, che partecipò a quattro edizioni olimpiche dal Tokyo 1964 a Montréal 1976, vincendo quattro medaglie d'oro e due di bronzo.

## Palmarès
- Giochi olimpici:

Barcellona 1992: argento nella spada a squadre.
Atene 2004: argento nella spada a squadre.
- Mondiali di scherma

L'Aia 1995: bronzo nella spada a squadre.
La Chaux de Fonds 1998: oro nella spada a squadre.
Nîmes 2001: oro nella spada a squadre.
San Pietroburgo 2007: oro nella spada individuale e bronzo a squadre.
- Europei di scherma

Plovdiv 1998: oro nella spada a squadre.
Funchal 2000: bronzo nella spada individuale.
Gand 2007: oro nella spada a squadre.
Kiev 2008: argento nella spada a squadre.